# Pizzoni
Pizzoni est une commune italienne de la province de Vibo Valentia dans la région Calabre en Italie.

## Administration
| Période                                  | Période | Identité          | Étiquette | Qualité |
| ---------------------------------------- | ------- | ----------------- | --------- | ------- |
| 08                                       | 06-2009 | Francesco Garisto |           |         |
| Les données manquantes sont à compléter. |         |                   |           |         |

### Communes limitrophes
- Simbario
- Sorianello
- Soriano Calabro
- Stefanaconi
- Vazzano